# Gloueke
Gloueke ist eine spätmittelalterliche Wüstung im heutigen Landkreis Ludwigslust-Parchim im südwestlichen Mecklenburg-Vorpommern. Der Ort wurde im 14. Jahrhundert erwähnt und befand sich nahe Mestlin. Die Gründe für den Untergang der Siedlung sind nicht bekannt. Der Ortsname ist altslawischen Ursprungs und bezeichnet entweder einen Personennamen (Glavek) oder die Lage an einem Hügel (glava).